# Большая Чернава (река)
Больша́я Черна́ва — река в России, протекает по территории Краснозоренского района Орловской области и Измалковского района Липецкой области. Левый приток реки Сосны.
Исток — у села Большая Чернава. Впадает в Сосну в 85 км от её устья, в селе Чернава. Длина — 54 км, площадь водосборного бассейна — 679 км².
Гидроним происходит от слова чернолесье — лиственный лес. Река получила название по местности, в которой течёт. Определение Большая — так как есть ещё Малая Чернава, которая впадает в Большую Чернаву.
По реке получились названия сёла Чернава и Большая Чернава, и также деревня Малая Чернава.

## Данные водного реестра
По данным государственного водного реестра России относится к Донскому бассейновому округу, водохозяйственный участок реки — река Сосна, речной подбассейн реки — бассейны притоков Дона до впадения Хопра. Речной бассейн реки — Дон (российская часть бассейна).
Код объекта в государственном водном реестре — 05010100212107000001784.

### Притоки
(указано расстояние от устья)
- 9 км — ручей Черник (лв)
- 21 км — река Кривец (лв)
- 28 км — река Малая Чернава (лв)